# Groß Gievitz
Groß Gievitz – dzielnica gminy Peenehagen w Niemczech, w kraju związkowym Meklemburgia-Pomorze Przednie, w powiecie Mecklenburgische Seenplatte, wchodzi w skład Związku Gmin Seenlandschaft Waren. Do 31 grudnia 2011 samodzielna gmina.
Na terenie Groß Gievitz rośnie potężny dąb szypułkowy, zwany Fuchseiche. To okaz o wielkim odziomku, o obwodzie pnia 770 cm (w 2000).